# Matthew Beniers
Matthew Beniers ou Matty Beniers (né le 5 novembre 2002 à Hingham au Massachusetts) est un joueur américain de hockey sur glace. Son frère Bobby a également eu une carrière dans le sport au niveau universitaire.

## Style de jeu
Beniers est décrit comme un joueur ayant une grande vitesse de pointe et responsable autant dans la zone offensive que la défensive. Il est considéré comme étant plus un meneur de jeu qu'un finisseur. Un dépisteur décrie également Beniers comme un joueur plus efficace en fin de saison.
Strauss Mann, son coéquipier à l'université du Michigan, le décrit comme un joueur complet et énergique. L’auxiliaire de Mann dans les buts, Erik Portillo, va quant à lui mettre de l'avant son tir et maniement de la rondelle. Les deux gardiens mettent également de l'avant son coup de patin.

## Biographie
Matthew Beniers nait à Hingham au Massachusetts de Robert, un entrepreneur et ancien joueur de football américain pour les Big Red de Cornell, et Christine Beniers, une avocate et ancienne actrice de théâtre musical. Un supporteur des Bruins de Boston, il devient un admirateur de Patrice Bergeron, qui a un jeu similaire à ce que développera Beniers.

### En club
Malgré avoir prévu de rejoindre l'école préparatoire Milton Academy, Beniers est appelé à rejoindre le programme de développement junior américain. Beniers prend alors le chemin de l'université avant son année de repêchage. Bien qu'il ait originellement déclaré pour Harvard, il rejoint finalement la formation de l'université du Michigan dû à l'annulation de la saison à cause de la pandémie en cours. Il évolue alors avec les Wolverines, une équipe comptant huit joueurs repêchés dans la LNH ainsi qu'Owen Power et Kent Johnson, deux des meilleurs espoirs pour le repêchage à venir. L'équipe finit la saison au deuxième rang en prévision du tournoi de la NCAA, mais ne peut y participé due à une infection au Covid-19 dans l'équipe. En fin de saison, il est nommé sur l'équipe d'étoile des recrues pour la division Big Ten,.
Lors du classement final des meilleurs espoirs du repêchage à venir, Beniers apparait au sixième rang chez les patineurs nord-américains. Bien qu'il soit l'un des favoris pour être repêché dans les premiers rangs lors du repêchage de 2021, il déclare avant le repêchage qu'il préfèrerait retourner jouer au Michigan la saison suivante au lieu de faire son entrée dans la LNH, une préférence qu'il partage avec ses coéquipiers au Michigan Owen Power, qui sera choisi au premier rang, et Kent Johnson, choisit cinquième. Le repêchage est considéré comme ayant la cuvée la plus faible depuis celle de 2014. Cependant, la perception de Beniers comme étant le joueur le plus développé du lot, malgré des questionnements sur son potentiel maximal, lui permet d'être sélectionné au deuxième rang par le Kraken de Seattle, une équipe nouvellement établie dans la ligue. Ceci fait de Beniers le premier choix de l'histoire de l'équipe. Le 10 avril 2021, il signe un contrat d'entrée de trois ans avec le Kraken. Celui-ci s'inscrit dans un « exode » des vedettes des Wolverines à la fin de la saison 2021 puisque le départ de Beniers suit celui d'Owen Power, de Nick Blankenburg et Kent Johnson.
Beniers fait ses débuts professionnels le 12 avril 2021 contre les Flames de Calgary. Il marque son premier point durant ce match avec une assistance sur le but de Ryan Donato.

### En équipe nationale
Beniers représente les États-Unis au niveau international. Il fait sa première apparition avec l'équipe sénior lors du championnat du monde de 2021. Au cours du match contre la Lettonie, il marque son premier but du tournoi.

## Statistiques

### En club
| Saison     | Équipe                   | Ligue      |     | Saison régulière | Saison régulière | Saison régulière | Saison régulière | Saison régulière |   | Séries éliminatoires | Séries éliminatoires | Séries éliminatoires | Séries éliminatoires | Séries éliminatoires |
| Saison     | Équipe                   | Ligue      | PJ  | B                | A                | Pts              | Pun              | PJ               | B | A                    | Pts                  | Pun                  |                      |                      |
| 2017-2018  | Milton Academy           | USHS-Prep  | 23  | 11               | 16               | 27               |                  |                  |   |                      |                      |                      |                      |                      |
| 2017-2018  | Cape Cod Whalers 16U AAA | MHSL U16   | 8   | 7                | 5                | 12               |                  |                  |   |                      |                      |                      |                      |                      |
| 2018-2019  | USNTDP                   | USHL       | 33  | 11               | 20               | 31               | 12               | -                | - | -                    | -                    | -                    |                      |                      |
| 2018-2019  | USNTDP 17                | USDP       | 42  | 10               | 13               | 23               | 16               | -                | - | -                    | -                    | -                    |                      |                      |
| 2018-2019  | USNTDP 18                | USDP       | 20  | 8                | 12               | 20               | 8                | -                | - | -                    | -                    | -                    |                      |                      |
| 2019-2020  | USNTDP                   | USHL       | 16  | 7                | 9                | 16               | 10               | -                | - | -                    | -                    | -                    |                      |                      |
| 2019-2020  | USNTDP 18                | USDP       | 44  | 18               | 23               | 41               | 24               | -                | - | -                    | -                    | -                    |                      |                      |
| 2020-2021  | Wolverines du Michigan   | NCAA       | 24  | 10               | 14               | 24               | 0                | -                | - | -                    | -                    | -                    |                      |                      |
| 2021-2022  | Wolverines du Michigan   | NCAA       | 37  | 20               | 23               | 43               | 16               | -                | - | -                    | -                    | -                    |                      |                      |
| 2021-2022  | Kraken de Seattle        | LNH        | 10  | 3                | 6                | 9                | 0                | -                | - | -                    | -                    | -                    |                      |                      |
| 2022-2023  | Kraken de Seattle        | LNH        | 80  | 24               | 33               | 57               | 2                | 14               | 3 | 4                    | 7                    | 4                    |                      |                      |
| 2023-2024  | Kraken de Seattle        | LNH        | 77  | 15               | 22               | 37               | 20               | -                | - | -                    | -                    | -                    |                      |                      |
| 2024-2025  | Kraken de Seattle        | LNH        | 82  | 20               | 23               | 43               | 14               | -                | - | -                    | -                    | -                    |                      |                      |
| Totaux LNH | Totaux LNH               | Totaux LNH | 249 | 62               | 84               | 146              | 36               | 14               | 3 | 4                    | 7                    | 4                    |                      |                      |

### En équipe nationale
| Année | Équipe         | Compétition                 |   | PJ | B | A | Pts | Pun                 |  | Résultat |
| 2019  | États-Unis U17 | Défi mondial U17            | 5 | 2  | 1 | 3 | 6   | 5e place            |  |          |
| 2019  | États-Unis U18 | Championnat du monde U18    | 7 | 2  | 0 | 2 | 4   | Médaille de bronze  |  |          |
| 2021  | États-Unis U20 | Championnat du monde junior | 7 | 1  | 2 | 3 | 2   | Médaille d'or       |  |          |
| 2021  | États-Unis     | Championnat du monde        | 6 | 1  | 1 | 2 | 2   | Médaille de bronze  |  |          |
| 2022  | États-Unis U20 | Championnat du monde junior | 1 | 0  | 1 | 1 | 2   | Compétition annulée |  |          |
| 2022  | États-Unis     | Jeux olympiques             | 4 | 1  | 1 | 2 | 4   | 5e place            |  |          |

## Trophées et honneurs personnels

### Ligue nationale de hockey
- 2022-2023 :
  - invité au 67e Match des étoiles mais n'y participe pas en raison d'une blessure
  - sélectionné dans l'équipe d'étoiles des recrues
  - remporte le trophée Calder